# Bay City (Oregon)
Bay City – miasto w Stanach Zjednoczonych, w stanie Oregon, w hrabstwie Tillamook.